# Alabama Shakes
Alabama Shakes je americká rocková skupina pocházející z Alabamy, založená v roce 2009. Skupina se skládá z hlavní zpěvačky Brittany Howard, kytaristy Heath Fogg, basového kytaristy Zaca Cockrella a bubeníka Steva Johnsona.

## Historie

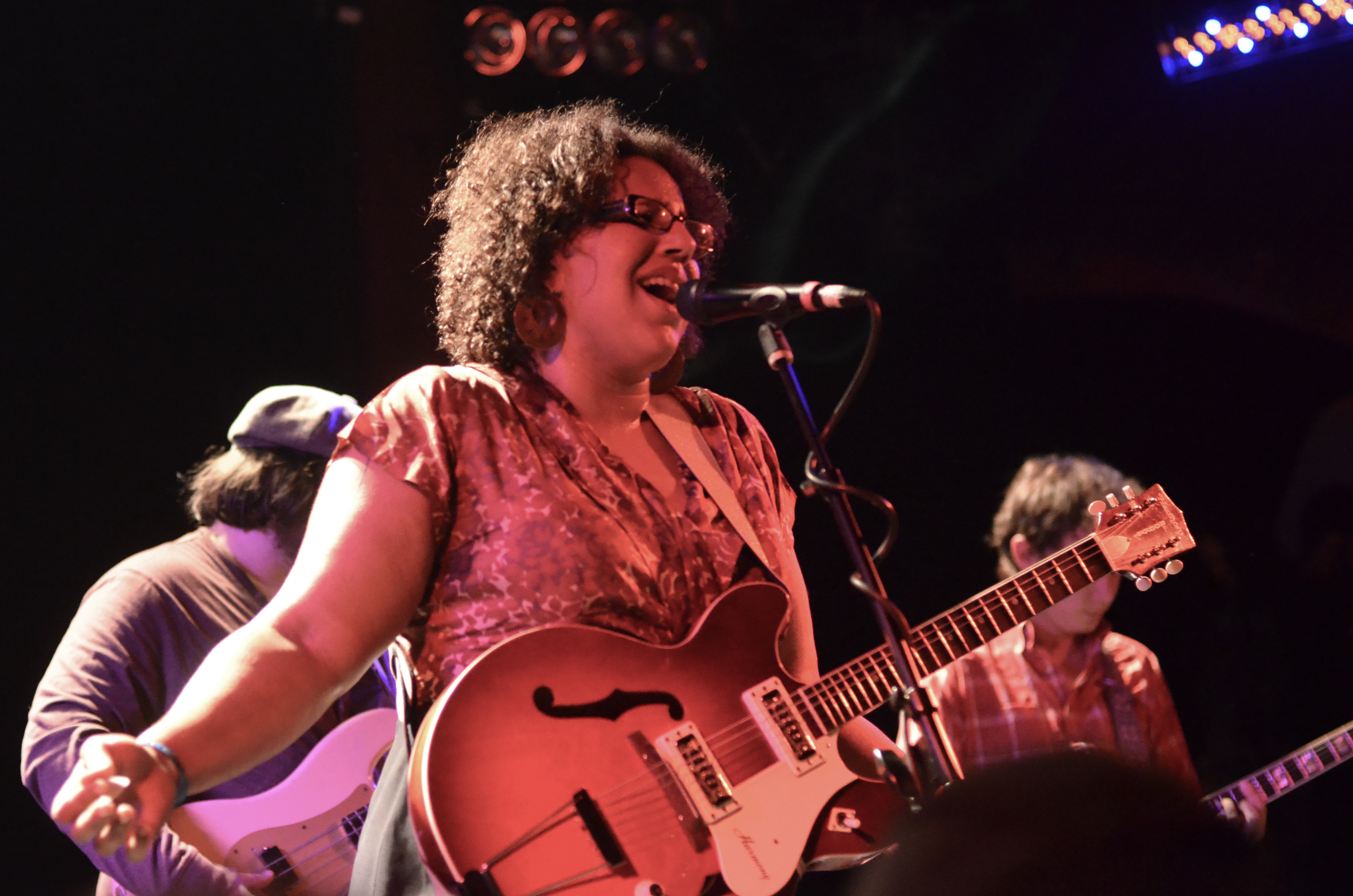
Zpěvačka skupiny Brittany Howard

Skupina byla původně složená z hlavní zpěvačky/kytaristky Brittany Howard a basisty Zaca Cockrella, kteří spolu chodili do stejné střední školy East Limestone High School v Alabamě, ti se spolu po škole scházeli a psali společně skladby. Howard a Cockrell hráli progresivní rock a i ostatní žánry, ale nejvíce jim vyhovoval žánr nazvaný roots rock. Společně požádali bubeníka Steva Johnsona, který v té době pracoval v místní prodejně hudebnin, aby se k nim připojil, a tak mohlo trio brzy nahrát své první skladby v nahrávacím studiu v Decatur v Alabamě. Kytarista Heath Fogg se ke kapele přidal poté, co uslyšel jejich nahrávku. Přestože si veškeré texty a hudbu píší sami, tak nahráli cover songy od umělců jako je Led Zeppelin, James Brown, Otis Redding, AC/DC a ostatních v 45 minutové show, pod názvem The Shakes. Svůj název posléze doplnili o Alabama, aby se odlišili od jiných kapel, které používali název Shakes.
Alabama Shakes vydala své první EP (obsahující 4 skladby) Alabama Shakes v září roku 2011, čímž si získali zájem médií a pozvánku zahrát si v show televizní stanice CMJ. Po úspěšném koncertu na CMJ, v říjnu 2011, se o ně začal zajímat kritik Jon Pareles z The New York Times, který byl nadšený zpěvem Brittany Howard (srovnávaje ji s Janis Joplin) a energií kapely. Na konci roku 2011 byla skladba "You Ain't Alone" užita v reklamě společnosti Zale Corporation na šperky, díky které se Alabam Shakes dostala do seznamu stanice MTV (11 Artists To Watch In 2012 - 11 umělců, které se vyplatí v roce 2012 sledovat). V rozpětí méně než roku se kapela dostala z neznáma až ke hraní na historicky významných místech jako je Ryman Auditorium v Nashvillu, v klubu Troubadour a v Music Box Theateru v Los Angeles.
V listopadu roku 2011 podepsala skupina smlouvu s nahrávací společností Rough Trade Records v Anglii a s ATO Records v USA. V únoru 2012 byla kapela nominována na mtvU Woodie za "nejlepší živé vystoupení". Nedávno jim Jack White dohol nahrání několika skladeb u nahrávací společnosti Third Man Records.
První studiové album skupiny s názvem Boys & Girls, bylo dostupné on-line 1. dubna 2012. V červnu 2012 si kapela zahrála na svém prvním festivalu Bonnaroo Music Festival.

## Vystoupení v médiích
První vystoupení v mezinárodní televizi se odehrálo 7. února 2012 v show komika Conana O'Briena, ve které vystoupili se svým prvním singlem s názvem "Hold On" a "I Ain't the Same". 12. dubna 2012 skupina vystoupila v Late Show Davida Lettermana, který v ten den slavil své narozeniny. První televizní vystoupení ve Spojeném království se uskutečnilo 24. dubna 2012 v pořadu s názvem Later… with Jools Holland, kdy zahráli písně "Hold On", "Be Mine" a "Hang Loose." 14. srpna 2012 účinkovali v show Jimmyho Kimmela Live!
Během 33. ceremoniálu v roce 2018 vystoupila Brittany Howard s kapelou při uvedení Sister Rossety Tharpe do Rock and rollové síně slávy a provedla její píseň That's All.

## Skupina

### Stálí členové
- Brittany Howard – hlavní zpěvačka, kytara (2009–dosud)
- Heath Fogg – kytara (2009–dosud)
- Zac Cockrell – basová kytara (2009–dosud)
- Steve Johnson – bubny (2009–dosud)

### Koncertní členové
- Ben Tanner – klávesy (2011–dosud)

## Diskografie

### Alba
| Název         | Detaily alby                                                                                                  | Nejvyšší dosažená pozice v hitparádě | Nejvyšší dosažená pozice v hitparádě | Nejvyšší dosažená pozice v hitparádě | Nejvyšší dosažená pozice v hitparádě | Nejvyšší dosažená pozice v hitparádě | Nejvyšší dosažená pozice v hitparádě | Nejvyšší dosažená pozice v hitparádě | Nejvyšší dosažená pozice v hitparádě | Nejvyšší dosažená pozice v hitparádě | Nejvyšší dosažená pozice v hitparádě | Certifikace  |
| Název         | Detaily alby                                                                                                  | US                                   | BEL (Vl)                             | DEN                                  | FR                                   | IRE                                  | NL                                   | SWE                                  | SWI                                  | UK                                   | UK Record Store                      | Certifikace  |
| ------------- | --- | ------------------------------------ | ------------------------------------ | ------------------------------------ | ------------------------------------ | ------------------------------------ | ------------------------------------ | ------------------------------------ | ------------------------------------ | ------------------------------------ | ------------------------------------ | ------------ |
| Boys & Girls  | - Vydáno: 9. dubna 2012 - Vydavatelství: Rough Trade Records, ATO Records - Formát: CD, LP, Digitální stažení | 8                                    | 20                                   | 18                                   | 62                                   | 5                                    | 10                                   | 34                                   | 65                                   | 3                                    | 1                                    | - UK: Silver |
| Sound & Color | - Vydáno: 21. dubna 2015 - Vydavatelství: Rough Trade Records, ATO Records                                    |                                      |                                      |                                      |                                      |                                      |                                      |                                      |                                      |                                      |                                      |              |

### EP
- Alabama Shakes EP (13. září 2011)

### Singly
| Název             | Rok  | Nejvyšší dosažená pozice v hitparádě | Nejvyšší dosažená pozice v hitparádě | Nejvyšší dosažená pozice v hitparádě | Nejvyšší dosažená pozice v hitparádě | Nejvyšší dosažená pozice v hitparádě | Album                     | Vydavatelství |
| Název             | Rok  | BEL (Vl)                             | CAN Alt                              | CAN Rock                             | NL                                   | US Alt.                              | Album                     | Vydavatelství |
| ----------------- | ---- | ------------------------------------ | ------------------------------------ | ------------------------------------ | ------------------------------------ | ------------------------------------ | ------------------------- | ------------- |
| "Hold On"         | 2012 | 60                                   | 11                                   | 11                                   | 98                                   | 17                                   | Boys & Girls              | Rough Trade   |
| "You Ain't Alone" | 2012 | --                                   | --                                   | --                                   | --                                   | --                                   | Live at Third Man Records | Third Man     |

## Ocenění
V roce 2015 obdržela skupina tři ceny Grammy: za nejlepší rockové vystoupení (Best Rock Performance), Nejlepší rockovou píseň - obě ceny za píseň Don't Wanna Fight, a dále cenu za nejlepší album alternativní scény (Sound & Color).